# Думница (Львовская область)
Думница (укр. Думниця) — село в Бусской городской общине Золочевского района Львовской области Украины.
Население по переписи 2001 года составляло 68 человек. Занимает площадь 0,328 км². Почтовый индекс — 80540. Телефонный код — 3264.

## История
В 1946 г. Указом ПВС УССР хутор Колония переименован в Думницу.